# Gajki (Tuczna)
Gajki – część wsi Tuczna w Polsce, położona w województwie lubelskim, w powiecie bialskim, w gminie Tuczna.
W latach 1975–1998 Gajki należały administracyjnie do województwa bialskopodlaskiego.